# Битва при Вега-де-Гранада
Битва при Сьерра-Эльвире или Бедствие при Веге-де-Гранаде (исп. Desastre de la Vega de Granada) — битва в ходе испанской Реконкисты, произошедшей недалеко от города Гранада 25 июня 1319 года (6 Джумада аль-Авваль 719 года хиджры). Битва велась между войсками Гранадского эмирата и войсками Королевства Кастилия. Битва закончилась катастрофическим поражением Кастилии.

## Предыстория
Королевство Кастилия периодически совершало набеги на Гранадский эмират с целью захвата добычи. Несмотря на временные соглашения и перемирия с правителями Насридов, эти экспедиции часто находились под руководством правителей Кастилии. Часто это были настоящие военные экспедиции с большими армиями, насчитывающими тысячи человек.
В конце 1310-х годов Кастилией правил несовершеннолетний король Альфонсо XI (1312—1350), под совместным регентством его бабушки Марии де Молины, его двоюродного дяди-инфанта Хуана и его дяди-инфанта Педро. Инфант Педро возглавлял небольшие набеги на территорию Гранадин в 1316 и 1317 годах, и было достигнуто соглашение с дворянством Кастилии на кортесах, находившихся в Медина-дель-Кампо в 1318 году, о новой экспедиции, которая должна была начаться поздней весной 1319 года. Эта экспедиция должна была быть крупной, благословленной папой римским Иоанном XXII, который санкционировал её как крестовый поход и предоставил скидку короне некоторых из церковной десятины для его финансирования.
Войска собрались в Кордове в июне 1319 года и перешли границу под командованием инфанта Педро Кастильского. С ним были великие магистры Орденов Сантьяго, Калатравы и Алькантары, а также архиепископы Толедо и Севильи. Инфант Хуан последовал за ним со своими войсками. Два инфанта решили пройти вглубь Гранады и достичь Веги-де-Гранада, района, окружающего город, известного своим богатством и плодородием. Во время марша армия вступила в бой с мавританскими войсками и захватила несколько городов, собрав большое количество добычи.

## Ход битвы
Большая кастильская армия расположилась лагерем в Вега-де-Гранада и, разграбив окрестности, решила вернуться в Кастилию, довольная собранной добычей. В то время осада города Гранада считалась невозможной. Отступление началось 25 июня 1319 года в очень жаркую погоду; инфант Педро возглавил авангард, а инфант Хуан командовал арьергардом.
В этот момент гранадский эмир Исмаил решил нанести удар. Большой отряд элитной мавританской кавалерии «добровольцы веры» под предводительством Усмана ибн Аби аль-Ула вышел из Гранады и начал преследовать отступающих кастильцев инфанта Хуана. Эти незначительные атаки превратились в общую атаку, когда гранадцы поняли, что кастильцы теряют сплоченность во время отступления и не могут эффективно дать отпор.
Инфант Хуан обратился за помощью к инфанту Педро, но последнего, по свидетельству хронистов, сначала отговорили от этого его спутники. Когда он, наконец, решил помочь своему дяде, то упал с лошади, когда вел своих людей, был растоптан и убит. В этот момент авангард думал только о бегстве и достижении кастильской границы; в панике многие мужчины утонули, пытаясь пересечь реку Хениль в полном вооружении. Не получив помощи арьергард был разбит, а инфант Хуан Кастильский стал жертвой, вероятно, удара или солнечного удара, что привело к впечатляющей победе мавров.
Большая часть боев происходила в современном муниципалитете Пинос-Пуэнте. Холм на поле боя получил название Серро-де-лос-Инфантес («Холм Инфантес»).

## Последствия
Данных о потерях кастильцев нет, но они должны были быть довольно большими. Граница в течение нескольких лет после 1319 года была неукомплектована, и гранадцы могли совершать набеги на южные кастильские территории почти по своему желанию. Мария де Молина осталась единственным регентом, к ней позже присоединились другой её сын, инфант Филипп, и дальний родственник, знаменитый Хуан Мануэль, принц де Вильена.
В 1325 году кастильский король Альфонсо XI стал править единолично и вскоре начал свою пожизненную и, в конце концов, победоносную борьбу с Гранадским эмиратом и его более поздним союзником, Маринидами из Феса, которая также была призвана отомстить за поражение 1319 года.